# Pulai Gading
Pulai Gading is een bestuurslaag in het regentschap Musi Banyuasin van de provincie Zuid-Sumatra, Indonesië. Pulai Gading telt 3153 inwoners (volkstelling 2010).